# Ryszard Przybylski

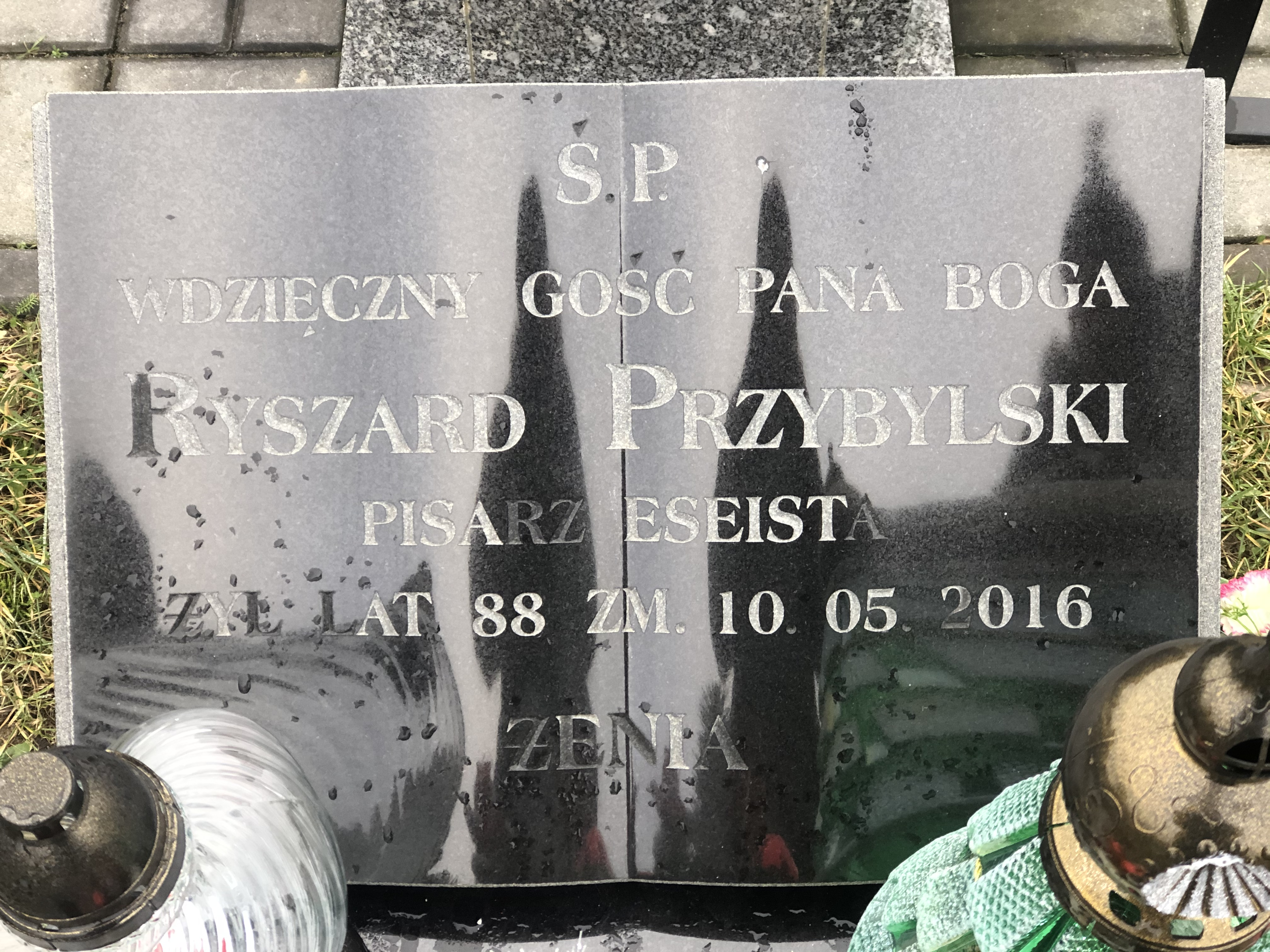
Grab von Przybylski auf dem nördlichen Gemeindefriedhof in Warschau

Ryszard Przybylski (* 1. Juni 1928 in Równe; † 10. Mai 2016 in Warschau) war ein polnischer Essayist, Literaturhistoriker und Übersetzer.

## Leben
Przybylski studierte Polonistik an der Universität Warschau. Von 1952 an arbeitete er am Instytut Badań Literackich PAN. In den 1970er Jahren war er literarischer Leiter am Volkstheater in Warschau.

## Publikationen
- Dostojewski i ‚przeklęte problemy‘, 1964
- Et in Arcadia ego. Esej o tęsknotach poetów, 1966
- Eros i Tanatos. Proza Jarosława Iwaszkiewicza, 1970
- To jest klasycyzm, 1978
- Ogrody romantyków, 1978
- Wdzięczny gość Boga. Esej o poezji Osipa Mandelsztama, 1980
- Podróż Juliusza Słowackiego na Wschód, 1982
- Klasycyzm czyli Prawdziwy koniec Królestwa Polskiego, 1983
- Wtajemniczenie w los. Szkice o dramatach, 1985
- Słowo i milczenie bohatera Polaków: studium o „Dziadach“, 1993
- Międzyrzecki, 1994
- Pustelnicy i demony, 1994
- Cień jaskółki. Esej o myślach Chopina, 1995
- Sprawa Stawrogina, 1996, zusammen mit Maria Janion und Tadeusz Komendant
- Romantyzm, 1997, zusammen mit Alina Witkowska
- Baśń zimowa. Esej o starości, 1998
- Rozhukany koń. Esej o myśleniu Juliusza Słowackiego, 2000
- Sardanapal. Opowieść o tyranii. Na pożegnanie ohydnego stulecia, 2001
- Mityczna przestrzeń naszych uczuć, 2002
- Krzemieniec. Opowieść o rozsądku zwyciężonych, 2003
- Ogrom zła i odrobina dobra. Cztery lektury biblijne, 2006
- Homilie na Ewangelię dzieciństwa, 2007
- Uśmiech Demokryta. Un presque rien, 2009
- Odwieczna Rosja: Mandelsztam w roku 1917, 2012

## Übersetzungen (Auswahl)
- Ossip Emiljewitsch Mandelstam: Poezje, 1971 (Neuauflage 1997)
- Ossip Emiljewitsch Mandelstam: Słowo i kultura: szkice literackie, 1972
- Anna Andrejewna Achmatowa: Mój Puszkin: rozprawy i uwagi krytyczne, 1976
- Ossip Emiljewitsch Mandelstam: Zgiełk czasu, 1994
- Nadeschda Jakowlewna Mandelstam: Mozart i Salieri oraz inne szkice i listy, 2000
- Ossip Emiljewitsch Mandelstam: Podróż do Armenii, 2004
- Lew Nikolajewitsch Tolstoi: Ojciec Sergiusz, 2009

## Auszeichnungen und Nominierungen (Auswahl)
- 1968: Kościelski-Preis
- 1999: Finalist des Nike-Literaturpreises für Baśń zimowa. Esej o starości
- 2000: Finalist des Nike-Literaturpreises für Rozhukany koń. Esej o myśleniu Juliusza Słowackiego
- 2004: Finalist des Nike-Literaturpreises für Krzemieniec. Opowieść o rozsądku zwyciężonych
- 2007: Gloria-Artis-Goldmedaille für kulturelle Verdienste
- 2007: Władysław-Reymont-Literaturpreis für sein Lebenswerk
- 2007: Nominierung für den Nike-Literaturpreis für Ogrom zła i odrobina dobra. Cztery lektury biblijne
- 2010: Nominierung für den Nike-Literaturpreis für Uśmiech Demokryta. Un presque rien